# Кулотунга Чола I
Кулотунга Чола — один з найвизначніших імператорів Чола, який правив наприкінці XI – початку XII століття.

## Життєпис
На початку свого правління він проінспектував володіння й упорядкував систему оподаткування. Записи часів його правління також свідчать про високий рівень організації фінансової системи та місцевої адміністрації. Підтримував дипломатичні стосунки з північноіндійським містом Каннаудж, а також з такими далекими країнами як Камбоджа, Шривіджая та Китай. Близько 1077 року захопив Шривіджаю, звідки відправив посольство того ж року до імперії Сун.
Його придворним поетом був Джаямкондар, який написав поему Калінгаттупарані на честь військових перемог Кулотунги.
Був ліберальним правителем. Деякі землі навіть були передані в управління громад шудрів, які були генералами та царськими чиновниками за часів правління Кулотунги.
Окрім іншого, він встановив суверенітет над провінцією Кедах у Малайзії.